# Hieracium tridentatum
Hieracium tridentatum là một loài thực vật có hoa trong họ Cúc. Loài này được (Fr.) Fr. mô tả khoa học đầu tiên.